# 18XX

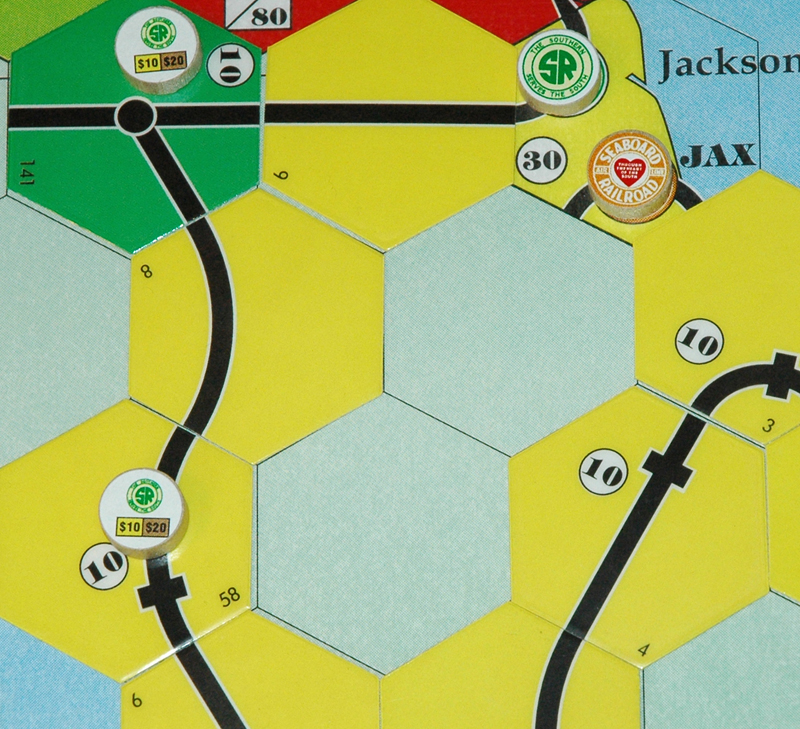
Une partie de 18FL en cours, représentant le plateau de jeu avec des tuiles de voie ferrée et des jetons de gare.

18XX est un terme générique désignant un groupe de jeux de société qui, à quelques exceptions près, recréent l'établissement des entreprises ferroviaires au XIXe siècle. Les jeux individuels utilisent soit des années données du XIXe siècle comme titre (généralement la date du début du développement ferroviaire dans la région du monde qu'ils couvrent), soit "18" plus un désignateur géographique de deux lettres ou plus (par exemple,18EU pour un jeu se déroulant en Europe). Les jeux 2038, se déroulant dans le futur, et Poséidon et Ur, 1830 BC, se déroulant tous deux dans l'antiquité, sont également considérés comme des jeux 18XX car leurs mécaniques de jeu et nomenclature de tuiles sont similaires malgré la divergence du thème usuel voie ferrées / marché boursier.
La série 18XX trouve ses origines dans le jeu 1829, produit par Francis Tresham (en) au milieu des années 1970. 1829 fut choisi car c'était l'année du Concours de Rainhill. Le jeu 1830 fut produit par Avalon Hill en 1986 et est devenu le premier jeu de la série largement disponible aux États-Unis ; il est considéré comme le jeu 18XX de base par le public américain,.
En plus des jeux 18XX publiés traditionnellement, il existe aussi des variantes auto-publiées et des jeux publiés par des sociétés de jeux à faible tirage,.
À quelques exceptions près (comme 2038), les titres 18XX sont des jeux de société multijoueurs dont les  mécaniques de jeu ne laissent pas de place au hasard.

## Mécaniques de jeu

### Caractéristiques communes
Les jeux 18XX diffèrent les uns des autres, mais la plupart suivent le schéma suivant :
- L'objectif est d'améliorer sa richesse personnelle, et non les actifs des entreprises qu'un joueur peut exploiter. La richesse personnelle se compose d'espèces, des actions d'entreprises (qui augmentent la richesse individuelle à la fois par le biais des dividendes et d'augmentation des actifs) et d'autres investissements (tels que des entreprises privées).
- Les joueurs n'interagissent pas directement avec le plateau de jeu, mais le font indirectement par l'intermédiaire des sociétés qu'ils contrôlent. Généralement, le joueur qui possède le plus d'actions d'une entreprise est le président de cette entreprise et prend toutes les décisions en son nom. Généralement, le président est également tenu de financer l'entreprise lorsqu'elle manque de fonds suffisants pour payer une dépense nécessaire (comme un train).
- Une partie alterne entre un « tour de marché » et un ou plusieurs « tours d'exploitation ». Lors des tours de marché, les joueurs achètent et vendent des actions (dans certains jeux, certaines actions d'entreprise telles que l'achat d'un train peuvent également avoir lieu pendant un tour de marché). Pendant les tours d'exploitation, les joueurs effectuent des actions au nom des entreprises qu'ils contrôlent : pose de voies ferrées, placement de jetons de gare, exploitation de trains, retenue des revenus ou versement de dividendes, achat de trains.
- « Limite du nombre de certificats » : il existe généralement une limite au nombre d'actions de sociétés et de sociétés privées qu'un joueur peut détenir, afin de maintenir la compétitivité du jeu en empêchant les effets boule de neige résultant des avancées de certains joueurs en début de jeu.
- Le « certificat du Président » (ou « certificat du Directeur ») représente le contrôle d'une entreprise ferroviaire. Il correspond généralement à un pourcentage d'actions de la société plus élevé que les autres certificats (par exemple, 20 % contre 10 %). C'est généralement le premier certificat acheté pour une entreprise; dans de nombreux titres 18XX, son acheteur en fixe le prix, ou « valeur nominale », pour les actions ordinaires. Si un autre joueur accumule plus d'actions dans une société que le président actuel, il acquiert le certificat du Président en échange de leurs propres actions moindres (ce qui entraîne des effets secondaires pour les deux joueurs en ce qui concerne les limites du nombre de certificats), et prend le contrôle de la société.
- Certains jeux imposent des restrictions sur l'ordre dans lequel les entreprises peuvent être créées (généralement pour imposer un contexte historique au jeu). Le nombre d'actions à acheter avant que l'entreprise soit effectivement mise à flot est variable.
- La carte est généralement une grille hexagonale qui représente des villes et des reliefs. Des tuiles "voies ferrées" hexagonales (représentant les droits fonciers disponibles) sont posées au-dessus de cette carte pour représenter la croissance des réseaux ferroviaires, et des jetons sont placés sur le plateau pour représenter les gares (ainsi que les capacités spéciales des entreprises privées). Les villes ont des valeurs qui peuvent varier en fonction des tuiles qui y sont posées, de la phase de jeu ou même du type de train utilisé pour les atteindre. Différentes tuiles de couleurs sont disponibles successivement et selon la phase du jeu. Le passage d'une phase à l'autre est généralement déterminé par le premier achat d'un type de train plus avancé.
- Le cours des actions d'une entreprise est ajusté en fonction des revenus touchés et du choix du président de verser des dividendes ou de retenir les bénéfices dans la trésorerie de l'entreprise. Le cours des actions est généralement également affecté par les actions dans le tour de marché, et certains jeux ont d'autres mécaniques qui affectent le cours des actions.
- Les ressources de jeu sont limitées : sociétés disponibles, actions des sociétés, types de trains et tuiles de voie ferrées, ce qui force les joueurs à planifier leurs tours suivants.
- Les trains deviennent obsolètes, et doivent être remplacés par des trains de plus en plus chers, mais qui offrent une plus grande capacité à générer des revenus. L'achat d'un nouveau type de train déclenche généralement d'autres événements dans le jeu : obsolescence des trains plus anciens, disponibilité de différents ensembles de tuiles, fermeture d'entreprises privées, etc.
- Le jeu se termine généralement lorsque la banque est à court d'argent, ou lorsqu'un joueur fait faillite(lorsqu'il ne peut pas payer la dette d'une entreprise qu'il contrôle). Certains jeux ne se terminent pas lorsqu'un joueur fait faillite ; d'autres ajoutent d'autres conditions de fin le jeu, comme la valeur d'une action en bourse ou l'achat du type de train le plus avancé. D'autres jeux n'ont pas de mécanique de faillite et permettent à un joueur de placer une entreprise moribonde en « mise sous séquestre », ou de l'incorporer dans une société ferroviaire publique, et de se débarrasser des dettes.

### Différences
Tout en adhérant à des similitudes communes (voir la section précédente), chaque jeu 18XX diffère des autres de manière subtile ou significative dans ses règles ainsi que dans la carte du jeu. Comme pour les jeux en général, toute mécanique individuelle a probablement déjà été utilisée, mais un jeu donné peut rassembler un ensemble de mécaniques qui offrent un défi individuel intéressant. On recense les domaines de différences typiques suivants :
- Enchère initiale - il existe de nombreuses façons différentes de distribuer les actions initiales de sociétés privées et de corporations.
- Sociétés privées - la plupart des jeux 18XX ont des sociétés privées qui appartiennent entièrement à un joueur et représentent les premières sociétés du jeu, ou fournissent des capacités spéciales. Les "privées", comme on les appelle, ne font généralement rien d'autre que fournir des revenus. Cependant, dans certains jeux, elles contrôlent l'accès à certains hexagones de la carte ou en améliorent les revenus. Les sociétés privées peuvent être très similaires ou très différentes selon le jeu, et certains se passent complètement de cette mécanique. Certains titres (par exemple, 1835 et 1861) ont également des sociétés mineures, qui sont également entièrement détenues par un seul joueur, mais qui jouent un rôle plus dynamique que les privées.
- Capitalisation de la société - dans certains jeux, la société est entièrement capitalisée dès qu'elle est lancée, tandis que dans d'autres, la société ne reçoit de l'argent que lorsque toutes les actions sont vendues. Certains jeux exigent que la société atteigne une destination historiquement pertinente afin de recevoir une partie de son capital ou d'atteindre son meilleur niveau de revenu.
- Types d'entreprise - certains jeux ont plusieurs types d'entreprise. Ces types peuvent varier en fonction du nombre d'actions disponibles à l'achat, du modèle de financement de l'entreprise, du nombre de jetons de gare disponibles ou des types de trains pouvant être achetés par l'entreprise.
- Fusions et scissions d'entreprises - certains jeux proposent des fusions ou scissions facultatives ou forcées des entreprises.
- Actionnariat d'entreprise - certains jeux permettent aux entreprises de détenir leurs propres actions, d'acheter des sociétés privées, ou encore de posséder les actions d'autres sociétés (au point d'en prendre le contrôle ou de préparer une fusion).
- Types de trains - certains jeux proposent plusieurs types de trains avec des capacités ou des durées de vie distinctes.
  - Certains trains peuvent se « dégrader » en d'autres types de trains lors de certains événements (par exemple, l'obsolescence retardée de 4 trains dans 18MEX, ou des trains normaux devenant des trains de type H dans1844).
  - Les trains peuvent devenir disponibles dans des séquences inhabituelles. Par exemple, dans 1830, les locomotives diesel sont disponibles dès que le premier train de type 6 est acheté — il n'est pas nécessaire d'acheter tous les trains de type 6. Dans 1824, la disponibilité du train G est contrôlée par le moment où tous les trains normaux sont achetés.
  - Certains trains peuvent être soumis à des restrictions quant aux endroits vers lesquels ils peuvent circuler ou à partir desquels ils peuvent générer des revenus. Ils peuvent fournir des bonus pour la circulation vers certains endroits. Par exemple, dans 1844, il est interdit aux trains H de circuler vers une zone de débarquement. Dans 1854, seuls les trains Orient Express peuvent circuler vers certaines zones de débarquement. Dans 1889, les trains diesels obtiennent des primes spéciales pour les zones de débarquement. Dans 1826, les trains de type E et les TGV ignorent les petites villes. Les TGV de1826 et les trains 4D de 18MEX doublent la valeur des villes dans lesquelles ils circulent. Dans 1824, seuls les trains de type G peuvent circuler vers les mines et la société récupère toujours la valeur de la mine plutôt que celle-ci soit potentiellement payée aux actionnaires.
- Thème - quelques titres évitent le thème commun du chemin de fer/marché boursier. Par exemple, 2038 s'engage dans l'exploration spatiale de la ceinture d'astéroïdes, tandis que Ur, 1830 BC tourne autour de la construction de barrages et de canaux dans l'ancienne Mésopotamie (dans ce dernier jeu, les « corporations », « présidents » et  « actions » sont remplacés par des royaumes, des souverains et parcelles de terrain).

## Conventions et tournois
Un certain nombre de conventions sont au moins en partie consacrées aux les jeux 18XX, y compris le Chattanooga Rail Gaming Challenge, ayant lieu en janvier/février à Chattanooga, Tennessee et organisé par Mark Derrick,. Les jeux 18XX figurent également en bonne place dans divers tournois « RailCon » et « Puffing Billy » lors de nombreuses conventions ,.

## Jeu par courrier électronique et en ligne
Les jeux 18xx sont souvent joués à distance à l'aide de divers outils qui prennent en charge les jeux par courrier électronique.
De nombreux jeux du genre sont implémentés sur 18xx.games, un site web open source qui prend en charge le jeu multijoueur et local.
On peut également citer comme autre projet open source prenant en charge un grand nombre de titres 18xx le projet BOARD18. BOARD18 a été conçu pour être utilisé dans les jeux par e-mail et n'est pas recommandé pour le jeu en direct.

## Liste de jeux 18XX
Remarque : de nombreux titres sont épuisés et difficiles à trouver.
1800
Colorado, publié en 2002 par David Methany dans Rail Gamer #17, conçu par Antonio Leal
1812
Conçu par Ian D. Wilson et publié par Deep Thought en 2011.
1817
Conçu par Craig Bartell et Tim Flowers et publié par by All-Aboard Games et Deep Thought Games en2010.
1822: The Railways of Great Britain
Conçu par Simon Cutforth et publié en 2016 parAll-Aboard Games. Gagnant du "Golden Elephant Award" pour le "Best Heavy Game of 2016" de Heavy Cardboard.
1822CA
Conçu par Robert Lecuyer et Simon Cutforth, et publié en 2018 par All-Aboard Games. Ce jeu, fortement inspiré de 1822: The Railways of Great Britain, prend place au Canada, contient un grand nombre de compagnies privées, et inclut un changement d'échelle innovant au milieu de la carte pour tenir en compte des plus grands espaces entre les villes à l'ouest du Canada.
1824
1824 a été publié par Double-O Games en 2005.  Il a été conçu par Lonny Orgler et Helmut Ohley, et se déroule en Autriche-Hongrie. C'est une version plus petite et plus simple de 1837 d'Orgler, et ajoute quelques idées de son 1854 ultérieur et du 1844 d'Ohley.
1825
Grande-Bretagne, publié en 1995 (Unité 1) par Hartland Trefoil, 2000 (Unité 2) and 2004 (Unité 3) par Tresham Games, conçu par Francis Tresham. Le jeu a vu plusieurs révisions, réimpressions, kits d'ajouts et variantes.
1826
1826 a été publié par Chris Lawson en 200 et par Deep Thought Games en 2004. Il se déroule en France et en Belgique. C'est le premier jeu de David Hecht et, en tant que tel, c'est le plus conventionnel, et le seul qui utilise les tuiles "traditionnelles" vertes et marron pour améliorer les voies ferrées. 1826 a commencé comme « 1830 sur une carte différente », mais a rapidement évolué en un jeu de gestion de capital et de technologie : les décisions clé du jeu tournent autour du moment auquel faire grossir une entreprise, et de quels trains acheter pour optimiser la position finale de l'entreprise.
1829 Mainline
Angleterre, publié en 2005 par Tresham Games, conçu par Francis Tresham.
1829 (South) et 1829 (North)
1829 (South) fut le premier jeu de la série des 18XX, publié par Hartland Trefoil Ltd (RU) en 1974 d'après une conception originale de Francis Tresham. Une deuxième version, 1829 (North), a vu le jour en 1981. Le jeu a vu plusieurs révisions, réimpressions, kits d'ajouts et variantes.
1830: The Game of Railroads and Robber Barons
1830 a été publié par Avalon Hill en 1986. Sa popularité a mené à la création de nombreux autres jeux 18XX. Le jeu a vu plusieurs révisions, réimpressions, kits d'ajouts et variantes.
1832
1832 a été publié par Deep Thought Games en 2006. Le jeu a été conçu par Bill Dixon et se déroule dans le sud-est des États-Unis. Il garde les règles introduites par Dixon dans 1850 et 1870 pour la protection du prix des actions, le rachat d'actions et leur réémission, tout en ajoutant de nouvelles règles pour les fusions qui formèrent les chemins de fer du Sud.
1835
1835 was designed and published by Hans im Glück in 1990 and distributed in the United States by Mayfair Games. The game board covers most of Germany. It was the first 18XX game use the concept of 'minor' companies, which operated like the normal stock companies (with some limitations) but are owned by a single person like a private company.
1837
Autriche-Hongrie, conçu et publié en 1994 par Lonny Orgler
1841
1841 a été publié par Chris Lawson en 1996. Le jeu a été conçu par Federico Vellani avec l'assistance de Manlio Manzini et se déroule en Italie. Avec ses règles financières complexes et son augmentation très rapide du coût des trains, il met l'accent sur la manipulation boursière et sur le financement des achats de trains plus que sur la construction de routes.
1844
1844 fut conçu et publié par Helmut Ohley en 2003. Peter Minder collecta un matériel historique important et dessina la carte.
1844/1854
Une réédition en 2016 par Mayfair and Lookout Games de 1844 et 1854 avec divers changements.
1846
1846 a été publié par Deep Thought Games en 2005, avec une seconde édition par GMT Games en 2016. Le jeu a été conçu par Tom Lehmann et se déroule dans le Midwest des États-Unis. Y figurent un marché boursier linéaire (comme dans 1829), des trains n/m (qui comptent pour n villes mais peuvent passer par m villes au total) et une distribution simplifiée des compagnies privées. De manière inhabituelle, le nombre d'entreprises et de compagnies privées, ainsi que la taille de la banque, varient en fonction du nombre de joueurs ; le jeu qui en résulte est plus court que la plupart des jeux 18XX.
1847
Palatinat rhénan (Allemagne) - auto-publié en 1996 puis en 2015 pour la seconde édition par Wolfram Janich.
1849
Sicile, publié en 1998 par Chris Lawson, conçu par Federico Vellani.
1850
1850 a été publié par Deep Thought Games en 2006. Le jeu a été conçu par Bill Dixon et se déroule dans le nord du Midwest des États-Unis. Il garde les règles introduites par Dixon dans 1870 pour la protection du prix des actions, le rachat d'actions et leur réémission.
1851
Tennessee, publié en 1998 par Chris Lawson, conçu par Mark Derrick et Chris Lawson.
1853
Inde, publié en1989 par Hartland Trefoil, conçu par Francis Tresham. Une deuxième édition avec des règles révisées  a été publiée en 2009 par Lookout/Mayfair Games.
1854
1854 a été publié par Lonny Orgler en 2002 et par Deep Thought Games en 2005. Le jeu a été conçu par Lonny Orgler et se déroule en Autriche. Y figurent un marché boursier hexagonal, des réseaux ferroviaires qui opèrent sur une carte plus petite (contenue dans deux hexagones de la carte globale), des contrats de courrier, une capitalisation à 150%, et des options d'achat d'actions pour les joueurs. Il contient également des tunnels qui permettent de construire sous d'autres voies et éléments du terrain pour, par exemple, éviter les petites villes. Les réseaux locaux finissent par grandir en réseaux régionaux opérant sur la carte principale, et le compromis entre les bons revenus de la carte locale par rapport à rater les emplacements importants de la carte principale est une décision importante. Le jeu a été republié (avec révisions) en tant que 1844-1854.
1856
1856 a été publié par Mayfair Games. Le jeu se déroule dans le Haut Canada, y compris le cours supérieur du fleuve Saint-Laurent et la zone allant de Toronto à Detroit  pour le sud de l'Ontario.
1858: The Railways of Iberia
1858 a été conçu par Ian D. Wilson, et publié en 2012 par All-Aboard Games. 1858 se déroule en Espagne et au Portugal à la fin du XIXe siècle et au début du XXe siècle.
1860
Isle de Wight, publié en 2004 par JKLM Games, conçu par Mike Hutton.
1861
Russie, publié par JKLM Games et Lookout Games, conçu par Ian D. Wilson
1862
1862 a été conçu et publié par Helmut Ohley en 2002.  Le jeu couvre l'entière largeur des États-Unis et quelques parties du Canada.
1862: Railway Mania in the Eastern Counties
East Anglie, Angleterre ; conçu par Mike Hutton et publié en 2013. Il est réédité en 2019 par GMT games.
1870
Vallée du Mississippi et milieu des United States, publié en1995, conçu par Bill Dixon et publié par Mayfair Games.
1880
Chine, publié en 2010, conçu par Helmut Ohley et Leonhard Orgler. Auto-publié par Double-O Games.
1889
1889 a été publié par Wild Heaven Productions en 2004 et par Deep Thought Games en 2006. Le jeu a été conçu parYasutaka Ikeda et se déroule sur l'île de Shikoku, Japon. Les règles de 1889 sont essentiellement les mêmes que celles de 1830, mais sur une carte plus petite avec plus d'éléments de terrain, et des privées différentes. Le but était de concevoir un jeu rapide et relativement simple qui explore l'histoire des chemins de fer sur Shikoku.
1890
Osaka, Japon, publié en 1999 par Nobuhiro Izumi, conçu par Shin-ichi Takasaki.
1895
Namibie, publié en 2005, conçu par Helmut Ohley et Adam Romoth
1899
Chine et Corée, publié par Chris Lawson, conçu par Dirk Clemens et Ingo Meyer
18??
Une variation de 1870, jouée sur une carte fictionnelle un peu plus grande, avec des privées additionnelles et d'autres variations de règles. Conçu par Allen Sliwinski et auto-publié par Scott Peterson.
18AL
18AL a été auto-publié par Mark Derrick en 1999, puis plus tard par John David Galt. Il se déroule en Alabama, États-Unis, et vise à fournir une introduction plus rapide et plus simple aux jeux 18XX. Il est très similaire à 18GA.
18C2C
18C2C (Coast to Coast - « de côte à côte ») a été publié par Designs in Creative Entertainement en 2003. Le jeu a été conçu par Mark Frazier et couvre l'ensemble des États-Unis et du sud du Canada. Il s'agit d'un jeu extrêmement ambitieux qui tente de modéliser l'intégralité de l'histoire ferroviaire des États-Unis, et qui prend conséquemment beaucoup de temps à jouer. Il contient une carte de 96×172cm, 34 compagnies publiques, 18 compagnies privées, et 108 trains.
18Dixie
Publié en 2015 par Deep Thought Games et concçu par John Merrick, 18Dixie se déroule dans le Sud profond des États-Unis pendant la Reconstruction suivant la Guerre Civile. Inclut également deux jeux plus petits mis à jour, 18GA et 18MS.
18EU
18EU a été publié par Deep Thought Games en 2004. Le jeu a été conçu par David G.D. Hecht, et se déroule au cœur de l'Europe, partant de Paris et Londres et allant à Rome, Budapest et Varsovie. 18EU est un jeu compact qui se joue sur quatre panneaux de carte. À la différence de la plupart des jeux 18XX, il n'y a pas de compagnie privée et, avant la vente du premier train de type 5, les entreprises cotées ne peuvent être démarrées qu'indirectement. Lorsque le jeu commence, quinze compagnies mineures (similaires aux compagnies « pionnières » de 1835, 1837 et 1824) sont mises aux enchères. Ces entreprises représentent des companies ferroviaires régionales ou du secteur privé. Il y a huit compagnies cotées possibles, et avant le premier train de type 5, au moins une compagnie mineure doit être fusionnée dans une entreprise cotée pour la former.
18FL
18FL a été publié par Deep Thought Games en 2006. Le jeu a été conçu par David G.D. Hecht et se déroule en Floride, États-Unis. Il est très similaire aux 18AL et 18GA de Mark Derrick, au sens où il vise à être une introduction au système de jeu 18XX pour les nouveaux joueurs. À la différence de 18AL ou 18GA, le train le plus "évolué" est de type 6 (ou 3E). Cela signifie que les trains de type 4 ne deviennent jamais obsolètes, et la grosse difficulté d'un petit jeu (et l'effet le plus dissuasif pour les nouveaux joueurs), une "course aux trains" massive lorsque les trains permanents deviennent disponibles, est grandement mitigée.
18GA
18GA a été auto-publié par Mark Derrick en 1998, puis plus tard par John David Galt. Il se déroule en Géorgie, États-Unis, et vise à fournir une introduction plus rapide et plus simple aux jeux 18XX. Il est très similaire à 18AL. Il a été republié avec 18Dixie en 2015.
18GB: The Railways of Great Britain
18GB a été publié par Deep Thought Games en 2018. Il a été conçu par Dave Berry et se déroule en Grande-Bretagne. Il combine des éléments de 1860 et de 1830, et propose une règle différente de la plupart des jeux 18XX pour le placement des tuiles.
18GL
18GL a été publié par Deep Thought Games en 2006. Le jeu a été conçu par Gary Mroczka et se déroule dans la zone des Grands Lacs aux États-Unis. Il utilise essentiellement les mêmes règles que 1826 de David G.D. Hecht's (spécifiquement, les trains de type H, les emprunts, la fusion des compagnies sans train dans le réseau gouvernemental), mais il n'y a pas de destinations, il n'y a qu'une seule fusion, et les trains Diesel remplacent les TGV. La carte est assez différente, et les compagnies privées affectent le développement de la carte en fonction des combinaisons particulières de compagnies privées et de corporations que les joueurs obtiennent.
18GM: The 18XX GameMaster
Auto-publié en 1996 par les auteurs Colin Barnhorst et Kristopher Marquardt
18HeXX
Carte à géométrie variable, auto-publié en 2000 par Mike Schneider
18Ireland
Publié sur le Web en 2016 par Ian Scrivins, republié en 2017 par All-Aboard Games.
18MEX
18MEX a été publié par Deep Thought Games en 2005. Le jeu a été conçu par Mark Derrick et se déroule au Mexique.
18NEB
18NEB a été publié par Deep Thought Games en 2010. Conçu par Matthew Campbell, il se joue de 2 à 4 joueurs et en 2 à 4 heures.
18NL
Pays-Bas, auto-publié en 2005 par Wolfram Janich.
18NY
Conçu par Pierre LeBoeuf, publié par Deep Thought Games.
18OE: On the Rails of the Orient Express
Conçu par Edward Sindelar et publié par D.I.C.E. (Designs In Creative Entertainment) en 2014.
18Ozarks
Se déroule dans la région des Ozarks du Missouri et de l'Arkansas; inclut une méchanique de livraison de biens. Conçu par Thomas Mangan. Non publié ; en phase de tests (2017).
18SA
18SA, qui se déroule en Amérique du Sud, conçu par Peter Mette and publié par Marflow Games en 2015, comprend de nombreuses fonctionnalités et est un jeu 18XX modérément complexe.
18Scan
18Scan a été publié par Deep Thought Games en 2005. Il s'agit d'un des plus petits jeux 18XX ; il a été conçu par David G.D. Hecht pour introduire les jouers à certains systèmes plus "exotiques" utilisés dans d'autres jeux. 18Scan comprend des compagnies mineures dans le style de 1835, des fusions de corporations dan le style de 1835, des règles de destinations similairse à celles de 1870 (pour les compagnies mineures), des règles de démarrage de compagnie similaires à celles de 1856, et des règles de capitalisation incrémentales similaires à celles de 1851 and 1826.
18TN
18TN a été publié par Deep Thought Games en 2006. Le jeu a été conçu par Mark Derrick, initialement en 1996 et, après discussions avec Chris Lawson, il a été modifié et publié par Lawson en 1998 sous le titre 1851. Les deux jeux diffèrent suffisamment pour que l'édition de l'original se justifie.
18US
18US a été publié par Deep Thought Games. Le jeu, conçu par David G.D. Hecht comme un jeu 18XX "avancé", se déroule dans les États-Unis continentaux. À la différence de 18C2C ou d'autres produits similaires, c'est un jeu très compact : l'intégralité des 48 États contigus ne prend que deux panneaux de carte.
18VA
18VA a été publié par Deep Thought Games en 2005. Le jeu, conçu par David G.D. Hecht, est un des petits 18XX, initialement prévu pour avoir la même portée que les jeux "mono-État" de Mark Derrick, 18AL et 18GA. Il se déroule en Virginie et au Maryland, et il est légèrement plus complexe que les deux jeux précédemment cités.
18West
18West a été publié par Deep Thought Games en 2007. Le jeu, conçu par David G.D. Hecht, se déroule dans l'ouest des États-Unis. De nombreuses mécaniques sont assez différentes des autres jeux 18XX.
2038
2038, de Tom Lehmann, a les mécaniques de jeu d'un jeu ferroviaire 18XX, mais avec un thème d'exploitation minière des astéroïdes. Ses aspects financiers sont assez similaires à 1835, y compris un ensemble de compagnies mineures et une mécanique de fusion en une grosse compagnie. Son plateau contient des astéroïdes miniers qui peuvent être améliorés (l'équivalent des villes), une petite récompense d'exploration pour les compagnies qui explorent les astéroïdes (l'équivalent de placer une tuile, mais qui requiert un vaisseau/train) et deux types de corporation (celles qui commencent avec une capitalisation complète et les "compagnies en croissance" qui commencent avec moins de capital et un prix d'action plus bas mais qui retiennent les gains de leurs actions invendues).
Poseidon
Aegean Sea, conçu par Helmut Ohley et Leonhard "Lonny" Orgler, illustré par Klemens Franz, et publié par Lookout Games et Z-Man Games, est une variante plus courte (deux heures) de jeu 18XX se déroulant dans la Grèce ancienne et qui utilise des voies navales au lieu de voies ferroviaires.
Powerrails
De Tom Schoeps, Basé sur 1830 and 1835.
Steam Over Holland
Pays-Bas, conçu par Bart van Dijk; éditeur Vendetta. Basé sur 18IR.
Ur 1830BC
Ur 1830BC est librement adapté des jeux 18XX et traite d'irrigation et de gestion de royaume en Mésopotamie. Il a été conçu par Jeroen Doumen et Joris Wiersinga et publié par Splotter Spellen. Comme dans tous les jeux 18XX, une partie tourne autour de l'appropriation de réseaux de valeur. Ur 1830BC remplace les réseaux ferroviaires que l'on trouve dans la plupart des jeux 18XX par des réseaux de canaux d'irrigation, les actions par des parcelles de terrain, les compagnies par des royaumes, les trains par des technologies d'irrigation (réservoirs, pompes) et les présidents de compagnies par des rois. Là où les jeux 18XX typiques génèrent des revenus via l'exploitation des trains, dans Ur 1830BC, les réseaux de canaux et aqueducs génèrent des revenus en irrigant les terrains des royaumes.